# Марцуоле ди Сопра (Кремона)
Марцуоле ди Сопра је насеље у Италији у округу Кремона, региону Ломбардија.
Према процени из 2011. у насељу је живело 13 становника. Насеље се налази на надморској висини од 98 м.